# Cormoyeux
Cormoyeux település Franciaországban, Marne megyében. Lakosainak száma 128 fő (2022. január 1.). Cormoyeux Fleury-la-Rivière, Hautvillers, Nanteuil-la-Forêt és Romery községekkel határos.

## Népesség
A település népességének változása:
| Lakosok száma | 100  | 118  | 102  | 119  | 113  | 118  | 117  | 124  | 128  | 128  |
|               | 1968 | 1982 | 1990 | 2006 | 2013 | 2015 | 2017 | 2019 | 2020 | 2022 |